# Tenenys
Tenenys (výslovnost [Tenenýs]) je řeka v západní Litvě, v Žemaitsku, v okresech Šilalė a Šilutė, levý přítok řeky Minije.

## Průběh toku
Pramení 800 m na severovýchod od jezera Kupstis, kterým dříve protékal (nyní jezero zůstalo na jeho pravém břehu), 3 km na severozápad od Pajūrisu (okres Šilalė). Teče směrem na západ. Vlévá se do řeky Minija 10 km od jejího ústí do Atmaty, u vsi Vabalai, 3 km na východ od Kintů (okres Šilutė).

### Přítoky
- Levé:

| Hydrologické pořadí | Řeka     | Délka (km) | Povodí (km²) | Vzdálenost od ústí (km) | Ústí kde | Koordináty ústí |
| ------------------- | -------- | ---------- | ------------ | ----------------------- | -------- | --------------- |
|                     | T - 21   | 2,0        | 0,7          | 67,8                    |          |                 |
| 17011062            | T - 19   | 3,6        | 3,9          | 67,0                    |          |                 |
| 17011064            | Dūrupis  |            |              | 63,4                    |          |                 |
| 17011071            | Šilupis  | 4,0        | 4,1          | 49,0                    | Šyliai   |                 |
| 17011074            | T - 13   | 4,0        | 3,4          | 47,0                    |          |                 |
| 17011077            | Graumena | 3,1        | 2,4          | 41,4                    |          |                 |
| 17011082            | T - 11   | 3,6        | 5,6          | 33,9                    |          |                 |
| 17011103            | T - 5    | 7,3        | 10,4         | 9,3                     |          |                 |
| 17011106            | T - 1    | 7,0        | 3,8          | 2,3                     |          |                 |

- Pravé:

| Hydrologické pořadí | Řeka      | Délka (km) | Povodí (km²) | Vzdálenost od ústí (km) | Ústí kde                              | Koordináty ústí |
| ------------------- | --------- | ---------- | ------------ | ----------------------- | ------------------------------------- | --------------- |
| 17011063            | Milmantas | 7,1        | 9,4          | 64,5                    | Teneniai někdy nazývaný též Melmentas |                 |
| 17011066            | Velnupis  | 5,0        | 5,9          | 61,8                    | Pakalniškiai II                       |                 |
| 17011069            | Šiaudė    | 5,7        | 6,9          | 55,0                    |                                       |                 |
| 17011072            | Ringalis  | 4,7        | 7,9          | 45,6                    |                                       |                 |
| 17011075            | Ringys    | 6,9        | 8,3          | 45,6                    |                                       |                 |
| 17011078            | T - 16    | 3,8        | 2,0          | 37,6                    |                                       |                 |
| 17011083            | Piauniai  | 3,0        | 2,6          | 30,8                    |                                       |                 |
| 17011078            | T - 8     | 7,1        | 9,5          | 24,0                    |                                       |                 |
| 17011092            | Šiūšis    | 12,3       | 32,4         | 15,6                    | Bružai                                |                 |
| 17011096            | Beržiupė  | 5,2        | 6,3          | 15,6                    |                                       |                 |
| 17011097            | Zumiškė   | 16,0       | 40,6         | 9,6                     | Vytuliai                              |                 |
| 17011104            | T - 4     | 7,9        | 14,9         | 7,4                     |                                       |                 |

## Vodní režim
Průměrný spád je 106 cm/km. Průtok u vsi Miestaliai (15 km od ústí): max. 20,2 m³/s, průměrný - 2,58 m³/s, minimální v létě 0,20 m³/s, minimální v zimě 0,23 m³/s. Průměrný průtok u ústí je 3,46 m³/s. 24 km od ústí, u vsi Ramučiai (okres Šilutė) je zavlažovací nádrž o ploše 54 ha (od roku 1976). Tenenys je pod obcí Teneniai níže silně znečistěný (podle údajů z roku 2006: V. třída).

## Gramatika
Tenenys je v češtině i v litevštině rodu mužského, č. jednotné. V češtině se skloňuje podle vzoru hrad.